# Audi Q8
El Audi Q8 es un Crossover SUV de lujo del segmento E cupé fabricado por Audi que se lanzó en 2018. Es el estandarte de la línea de SUVs de Audi y se produce en la Planta de Volkswagen en Bratislava.
El 20 de septiembre de 2019, Audi Argentina lanzó al mercado argentino a la primera generación de la Q8. Comparte plataforma y motorizaciones con la Q7. Llega importada de Eslovaquia. Se ofrece en dos versiones: 45 TDI, V6 3.0 turbodiésel de 249 cv y 600 Nm, y 55 TFSI, V6 3.0 turbonaftero con 340 cv y 500 Nm. Todas las versiones se asocian a una caja automática de ocho velocidades y tracción integral permanente Quattro. Fue el primer Audi en Argentina en incorporar ADAS. La Audi Q8 tiene un baúl ligeramente más chico frente a la Q7. Viene de serie con suspensión neumática en las dos versiones. De esta manera, la Audi Q8 se ofrece en dos versiones: con garantía de tres años o 100.000 kilómetros. En 2020, Audi Argentina dejó de ofrecer la variante diésel, dejando únicamente la naftera. Sigue a la venta en 2023. 
El 11 de septiembre de 2020, Audi Argentina lanzó al mercado argentino, a la primera generación de la RSQ8. Se trata de la variante deportiva de la Q8. Llega importada de Eslovaquia.  Equipa un motor 4.0 V8 biturbonaftero, que tiene 600 cv y 800 Nm. Cuenta con un sistema Mild-Hybrid. Se asocia a una caja automática de ocho velocidades y tracción integral Quattro. Acelera de 0 a 100 en 3.8 segundos y la velocidad máxima es de 250 KM/H. De esta manera, la Audi RSQ8 se vende en Argentina en una sola versión, con garantía de tres años o 100.000 kilómetros. Sigue a la venta en 2023.  

## Antecedentes
BMW lanzó su crossover cupé en 2008, el BMW X6 y Mercedes-Benz siguió sus pasos en 2015 con el Clase GLE cupé. Audi nunca fabricó un competidor directo pero lo había estado planeando para cuando el nuevo estilo de carrocería fuera un éxito en ventas en otras marcas.
Los SUVs, y en particular el segmento de lujo, han crecido en popularidad y se espera que el Q8 venda más unidades que el A8.

## Revelación
El Audi Q8 se presentó al público como concepto el 9 de enero de 2017 en el Salón del Automóvil Internacional de Norteamérica (NAIAS) en Detroit, Míchigan.
En mayo de 2018 Audi comenzó una miniserie de estilo cinemático que presenta al Audi Q8 en cinco episodios cortos. El carro hizo su primera aparición completa en el quinto episodio presentado en un micrositio especial y mostrado al público en la Cumbre de la Marca Audi en Shenzhen.
El Q8 se lanzó en México en febrero de 2019 donde está potenciado por un motor V6 3.0L TFSI con tracción integral Quattro capaz de generar 340 HP y 368 lb-pie de torque.

## Diseño
El Audi Q8 es el primer modelo SUV bajo el nuevo director de diseño de Audi, Marc Lichte, y presenta el nuevo lenguaje de diseño de los SUV de la marca. La parrilla es más grande y ahora tiene una forma octagonal, con rejillas tanto verticales como horizontales, y las líneas de carácter del Q8 están inspiradas en el automóvil de rally Audi Quattro de los años ochenta. El Audi Q8 presenta faros delnteros y traseros completamente de láser, el primer crossover o SUV en hacerlo. El interior presenta un sistema MMI sin perillas, tres pantallas táctiles y un tablero virtual cockpit más grande con un clúster de instrumentos completamente digital. Además, se provee tanto retroalimentación háptica como acústica en respuesta a las entradas del usuario.
El Q8 es ligeramente menos largo que el Q7 en términos de longitud y altura, pero es ligeramente más ancho. También tiene menos espacio de carga que el Q7 debido a su techo inclinado, y a diferencia del Q7, el Q8 no está disponible con una tercera fila de asientos.

## Tecnología
El Q8 se basa, como los otros SUV del Segmento E del Grupo Volkswagen, en la Plataforma MLB.
La carrocería del Q8, que es cerca de 40 mm más corta que la del Q7 y que se puede equipar con neumáticos de hasta 22 pulgadas, tiene un coeficiente de arrastre cw de 0,34; su superficie delantera suma 2,84 m² (comparada por ejemplo con la de un VW Golf VII: 2,19 m²). Se ofrece bajo pedido un acristalado doble ("acristalado acústico") en los cristales laterales y en el cristal trasero.
Audi promete una suma posible de hasta 39 sistemas de asistencia de conducción. Entre las cuales se utiliza también un escaneo láser.
La tecnología del motor incluye un generador de arranque de 48 voltios; con 12 kW de potencia de recuperación el sistema de 48 V ahorra hasta 0,7 litros de consumo de combustible cada 100 kilómetros.

## Galería de imágenes
|                 |
| Vista delantera |

|               |
| Vista trasera |

|                          |
| Vista trasera, firma led |

|          |
| Interior |

|          |
| Audi SQ8 |

|               |
| Vista trasera |

|                                                       |
| Audi Q8 Sport Concept en el Genfer Auto-Salon de 2017 |

|                                 |
| Q8 Sport Concept, vista trasera |